# Кривка (Рязанская область)
Кри́вка —  опустевшая деревня в Кораблинском районе Рязанской области России. Входит в состав Ключанского сельского поселения.

## География
Кривка находится в восточной части района, в 10 км к востоку от райцентра. Близ деревни протекает река Новые Воды, являющейся притоком реки Рановы. Окружена лесами, входящими в государственный природный заказник «Бастынь». Ближайший населённый пункт — деревня Новые Воды находится восточнее Кривки, соединены между собой просёлочной дорогой.

## Население
| 2010 |
| ---- |
| 0    |

## Инфраструктура
Было личное подсобное хозяйство.

## Транспорт
В 500 метрах проходит автотрасса муниципального значения «Княжое-Ключ», от которой отходит грунтовое ответвление.